# Coup d'État de 1981 en République centrafricaine

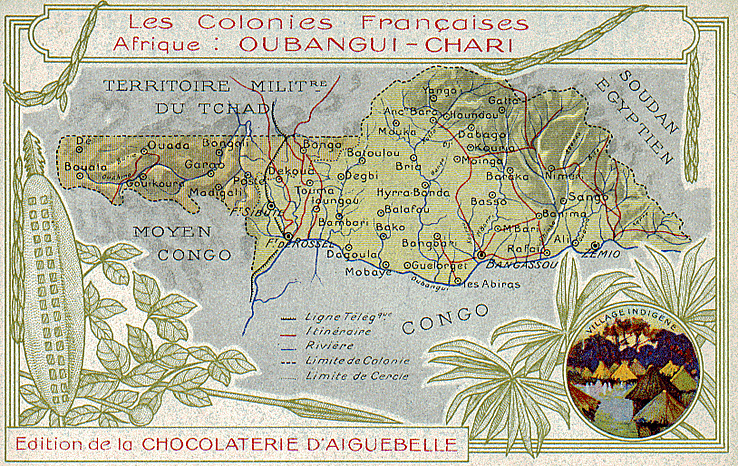
Ancienne Carte de la République Centrafricaine

Le coup d'État de 1981 en Centrafrique est un coup d'État survenu le 1er septembre 1981 en République centrafricaine.

## Déroulement
Le général André Kolingba destitue le président de la République centrafricaine David Dacko alors qu'il était absent du pays pour une visite officielle d'État en Libye. Le lendemain du coup d'État, un Comité militaire de redressement national est créé et dirigé par André Kolingba. Il suspend la constitution et limite l'activité des partis politiques.
Le régime militaire d'André Kolingba promet d'organiser des élections et de se débarrasser de la corruption, mais au cours des quatre années suivantes, celle-ci augmente et le Comité militaire pour le redressement national repoussé à plusieurs reprises les élections prévues jusqu'en 1987 (en). Le parti de Kolingba, le Rassemblement démocratique centrafricain, y est le seul candidat. En 1982, le régime survit à une tentative de coup d'État.